# 2010 en arts plastiques
| Années des arts plastiques : 2007 - 2008 - 2009 - 2010 - 2011 - 2012 - 2013    |
| Décennies des arts plastiques : 1980 - 1990 - 2000 - 2010 - 2020 - 2030 - 2040 |

Cette page concerne l'année 2010 en arts plastiques.

## Œuvres

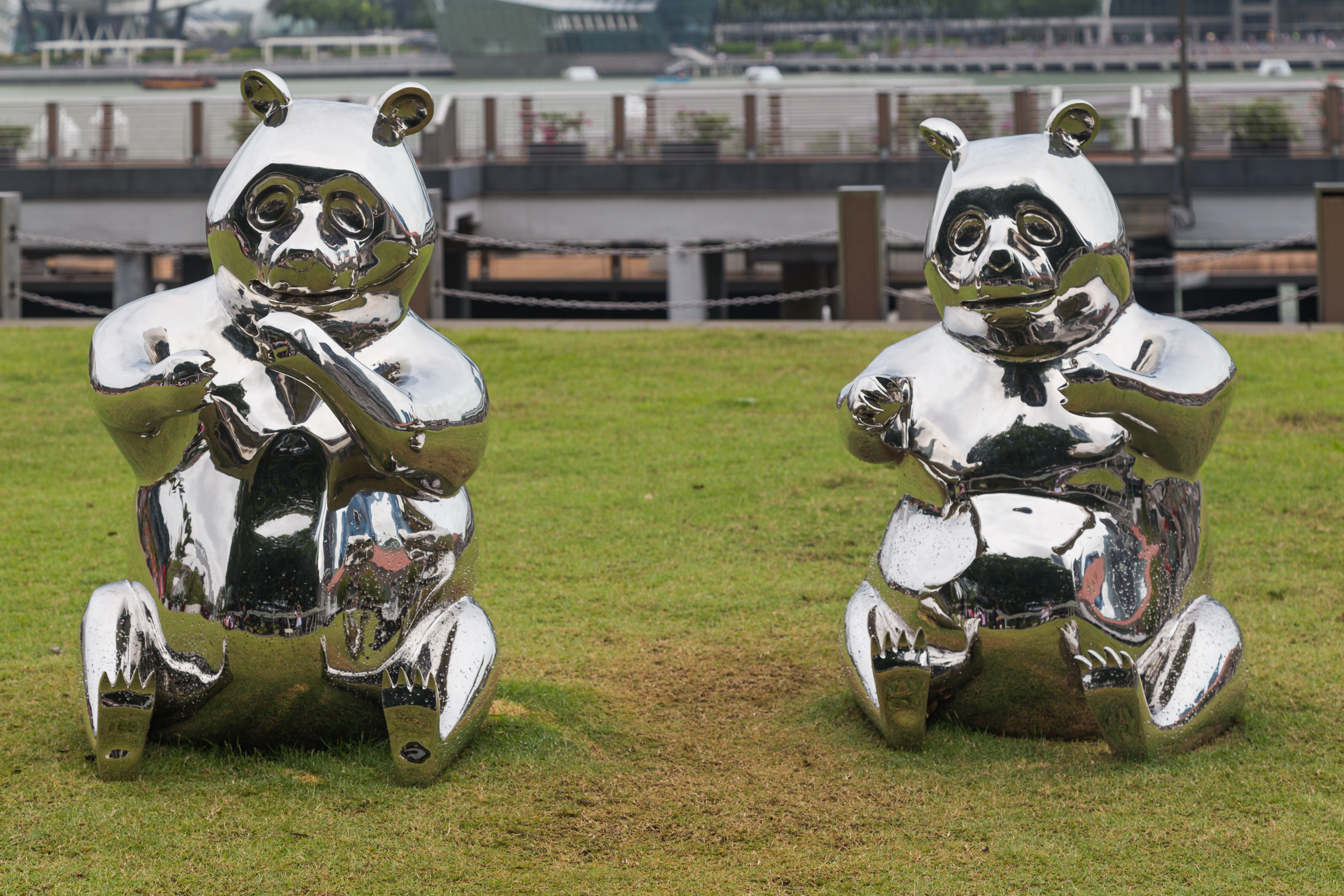
Hehe Xiexie, Zhang Huang, ici en 2016

- Zhang Huan – Hehe Xiexie (sculpture, Shanghai, China) (photo ci-contre)

## Événements
- À l'occasion du 400e anniversaire de la mort du peintre Caravage, la ville de Rome organise une exposition exceptionnelle de plusieurs de ses tableaux au palais du Quirinal[1].

## Décès
- 4 janvier : Paul Ahyi, sculpteur, architecte, peintre, architecte d'intérieur et auteur togolais (° 15 janvier 1930),
- 5 janvier :
  - Kim Britov, peintre russe (° 8 janvier 1925),
  - Luigi Marengo, peintre italien (° 3 février 1928),
- 6 janvier : André Raffray, peintre français (° 18 juillet 1925),
- 12 janvier : Jacques Voyet, peintre, sculpteur et scénographe français (° 26 juillet 1926),
- 5 février : Charles Maussion, peintre français (° 17 mai 1923),
- 17 février : Jean Linard, céramiste, sculpteur, peintre, graveur et architecte français (° 11 juin 1931),
- 3 mars : Momo Kapor, peintre et écrivain yougoslave puis serbe (° 8 avril 1937),
- 13 mars : Jean-Joseph Sanfourche, peintre, poète, dessinateur et sculpteur français (° 25 juin 1929),
- 14 mars : René Léraud, peintre, graveur et sculpteur français (° 30 janvier 1916),
- 16 mars : André Quellier, peintre français (° 3 janvier 1925),
- 22 mars : Pierre Faniest, peintre français (° 7 juillet 1926),
- 27 mars : Jean Coulot, peintre français d'origine suisse (° 13 avril 1928),
- 8 avril : Gueorgui Konstantinovitch Totibadze, peintre soviétique puis géorgien (° 29 octobre 1928),
- 9 avril : Enrique Bryant, peintre, graveur et lithographe mexicain (° 21 mai 1920),
- 12 avril :
  - Leonardo Cremonini, peintre italien (° 26 novembre 1925),
  - Běla Kolářová, artiste, photographe et peintre tchécoslovaque puis tchèque (° 24 mars 1923),
- 13 avril : Sadya Bairou, peintre et sculptrice marocaine (° 1963),
- 29 avril : Avigdor Arikha, peintre et graveur figuratif franco-israélien (° 28 avril 1929),
- 22 mai : Alain Métayer, sculpteur français, prix de Rome en 1953 (° 2 février 1926),
- 25 mai : Pino Daeni, illustrateur et  peintre italo-américain (° 8 novembre 1939),
- 31 mai : Louise Bourgeois, plasticienne française (° 25 décembre 1911),
- 6 juin : Paul Wunderlich, graveur, lithographe, peintre et sculpteur allemand (° 10 mars 1927),
- 11 juin : Sigmar Polke, peintre allemand (° 13 février 1941),
- 21 juin : Jesús Álvarez Amaya, peintre muraliste et graveur mexicain (° 19 novembre 1925),
- 2 juillet : Werner Wälchli, graphiste, peintre et lithographe suisse († 11 février 1922),
- 5 juillet : Paul Ambille, peintre français (° 23 décembre 1930),
- 28 juillet :
  - Pierre Lorthioir, peintre et dessinateur français (° 31 mai 1937),
  - Bahman Mohassess, peintre, sculpteur, poète, auteur de pièces de théâtre et traducteur iranien (° 1er mars 1931),
- 30 juillet : Josef Pillhofer, sculpteur autrichien (° 1er juin 1921),
- 19 août : Henri Prosi, peintre français (° 23 décembre 1936).
- 31 août : Gilbert Constantin, peintre et sculpteur suisse (° 18 août 1947),
- ? août : Charly Barat, peintre, illustrateur et humoriste français (° 1957),
- 5 septembre : Corneille, peintre, graveur, sculpteur et céramiste néerlandais (° 4 juillet 1922),
- 6 septembre : Guy Vignoht, peintre, écrivain et critique d'art français (° 24 janvier 1932),
- 19 septembre : Ivan Kirkov, peintre et illustrateur bulgare (° 1er janvier 1932),
- 22 septembre : Vincent Guignebert, tapissier, peintre et graveur français (° 13 mai 1921),
- 6 octobre : Paul Collomb, peintre et lithographe français (° 8 octobre 1921),
- 21 octobre : Bernard Mandeville, peintre, collagiste, illustrateur et lithographe français (° 16 novembre 1921),
- 22 octobre : René Villiger, peintre suisse (° 6 février 1931),
- 30 octobre : Max Savy, peintre et illustrateur français (° 11 avril 1918),
- 21 novembre : Claude de Romefort, imprimeur, éditeur, peintre et dessinateur français (° 1er janvier 1918),
- 26 novembre : Georges Noël, peintre, sculpteur et dessinateur français (° 25 décembre 1924),
- 27 novembre : Dado, peintre, sculpteur, graveur et dessinateur yougoslave (° 4 octobre 1933),
- 14 décembre : James Guitet, peintre et graveur français (° 11 avril 1925),
- 17 décembre : François Baboulet, peintre paysagiste, de marines et de natures mortes français (° 12 avril 1914),
- Fatima Hassan El Farouj, peintre marocaine (° 1945).